# Адам Џонсон (књижевник)
Адам Џонсон (енгл. Adam Johnson; Јужна Дакота, 12. јул 1967) амерички је романописац и књижевник. Одрастао је  у Аризони. Живи у Сан Франциску као писац и предавач креативног писања на калифорнијском Универзитету Станфорд. Аутор је збирке кратких прича Емпоријум и књиге Паразити попут нас, која је освојила награду California Book Award 2003. године. Његова дела објављена су у Есквајеру, Магазину Харпер, Тин хаусу и Париз ривјуу, као и у Бест њу американ војсиз и Најбоље америчке кратке приче. У његовим делима, која су преведена на француски, јапански, каталонски и српски, фокус је на ликовима на ивици друштва којима је изолација и одвајање готово уобичајена средина.

## Награде
- 2003, изабран у  за
- Номинован је за Young Lions Award[2] од стране